# Sukmajaya (Jombang)
Sukmajaya is een bestuurslaag in het regentschap Cilegon van de provincie Banten, Indonesië. Sukmajaya telt 12.186 inwoners (volkstelling 2010).